# Castillo de Acquedolci
El Castillo de Acquedolci es un antiguo castillo italiano ubicado en Acquedolci, en la provincia de Messina, en Sicilia.

## Historia
En el siglo XVI, los barones catalanes emprendieron la construcción de una torre de observación cuadrada, útil para la defensa de la costa, como parte del proyecto de defensa organizado por Charles Quint.·
La torre representa el núcleo alrededor del cual se llevó a cabo la construcción del castillo en su totalidad, un compromiso de construcción que ocupó las décadas entre el final del siglo XVII (probablemente desde 1660) y el comienzo del siglo XIII.
El complejo, que tiene una planta rectangular con torretas circulares en los ángulos noreste y noroeste, hoy está parcialmente en estado de ruinas.
La mayor parte de la estructura fue demolida en el siglo XX, probablemente después de la destrucción causada por el deslizamiento de tierra de 1922. Las áreas utilizadas para el sótano, los apartamentos privados y la sala son visibles. Observamos la presencia de la iglesia de San Giuseppe, restaurada pero dessagrada, decorada con un altar del siglo XVIII.
El exterior se caracteriza por el uso de piedras expuestas, ladrillos y mortero.
Perteneciente a la época de la fundación de los príncipes de Palagonia, el castillo fue vendido en el siglo XIX a la familia Cupane, que lo amplió. Ahora es propiedad del municipio de Acquedolci.
Hay planes para restaurar ciertas habitaciones para usarlas como espacios culturales, posiblemente albergando una biblioteca, una sala de conferencias, un auditorio, una galería de pinturas y un museo.